# Virginia Nyambura
Virginia Nyambura Nganga (* 20. Juli 1993) ist eine kenianische Langstreckenläuferin, die sich auf den Hindernislauf spezialisiert hat. 2024 wurde sie Crosslauf-Weltmeisterin in der Mixed-Staffel.

## Sportliche Laufbahn
Erste Erfahrungen bei internationalen Meisterschaften sammelte Virginia Nyambura bei den 2010 erstmals in Singapur ausgetragenen Olympischen Jugendspielen, bei denen sie in 6:29,97 min die Goldmedaille über 2000 m Hindernis gewann. Seit 2013 ist sie als Tempomacherin bei Meetings der Diamond League im Einsatz und bei den IAAF World Relays 2015 auf den Bahamas wurde sie in 10:43,35 min gemeinsam mit Selah Busienei, Joy Sakari und Sylvia Chesebe Zweite in der Distanzstaffel und stellte mit dieser Zeit einen neuen Afrikarekord auf. Kurz darauf siegte sie in 9:21,51 min über 3000 m Hindernis bei der Doha Diamond League und wurde anschließend bei der Golden Gala – Pietro Mennea in 9:15,75 min Zweite, ehe sie beim British Athletics Birmingham Grand Prix in 9:24,01 min siegte. Im Juli siegte sie in 9:16,99 min bei der Athletissima in Lausanne und wurde dann beim Herculis in 9:13,85 min Dritte. Im August belegte sie bei den Weltmeisterschaften in Peking mit 9:26,21 min im Finale den siebten Platz und mit einem sechsten Platz beim Memorial Van Damme in Brüssel sicherte sie sich die Gesamtwertung der Diamond League. Bei den Crosslauf-Afrikameisterschaften 2024 in Hammamet gewann sie in 32:34 min die Silbermedaille hinter ihrer Landsfrau Cintia Chepngeno und anschließend siegte sie bei den Crosslauf-Weltmeisterschaften in Belgrad in 22:15 min in der Mixed-Staffel gemeinsam mit Reynold Kipkorir Cheruiyot, Kyumbe Munguti und Purity Chepkirui.

## Persönliche Bestleistungen
- 5000 Meter: 15:35,82 min, 5. März 2022 in Nairobi
- 2000 m Hindernis: 6:02,16 min, 6. September 2015 in Berlin (afrikanische Bestleistung)
- 3000 m Hindernis: 9:13,85 min, 17. Juli 2015 in Monaco